# フェルミエー・ジェネローの城壁

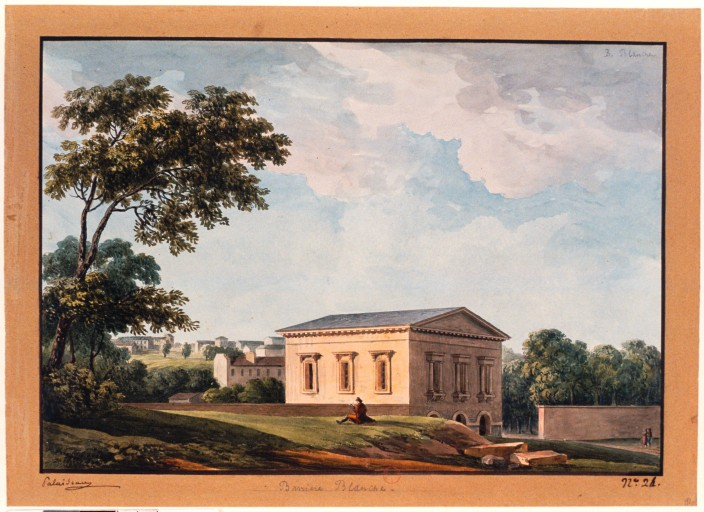
ブランシュ(白の意)関税徴収所 (現在のパリ13区)

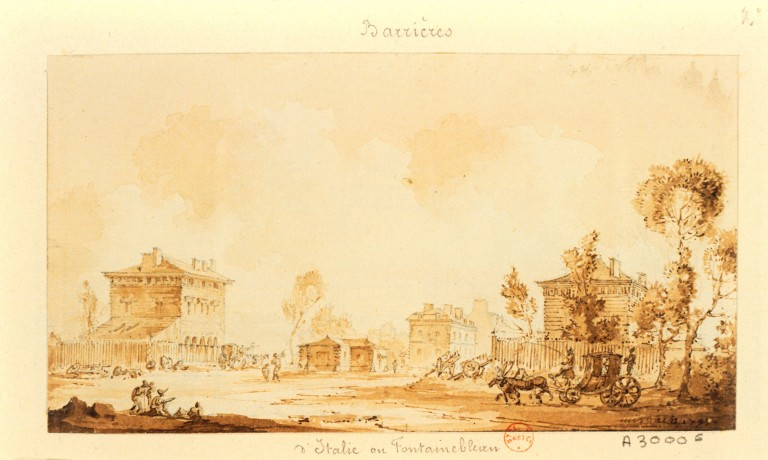
イタリア(フォンテーヌブロー)関税徴収所 (同上)

1795年から1860年までパリはこの壁を境界線として12の行政区と48のカルティエに分けられていた。

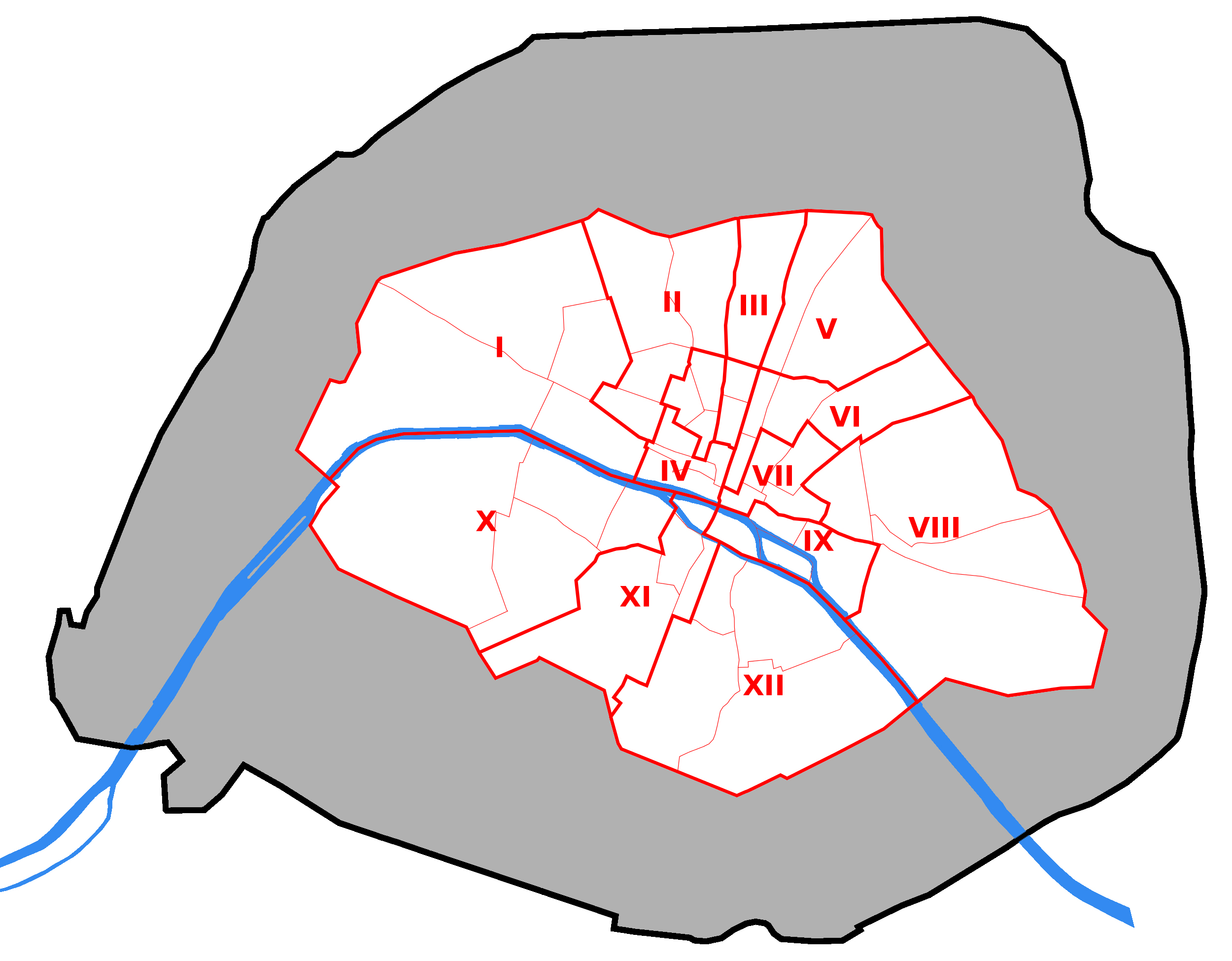
ティエールの城壁（外側）との位置関係

フェルミエー・ジェネローの城壁（仏：mur des Fermiers généraux）は、1789年のフランス革命直前に建設され、パリを取り囲んでいた壁のうちの一つである。
フェルミエー・ジェネロー（Fermiers généraux）とは、「徴税請負人」を意味する「Fermier général」の複数形で、この壁はその名が示す通りパリに入城する商人たちからの徴税を目的として建設された。フランス革命直前に建設が開始され、ティエールの城壁内のコミューンがパリに併合された1860年（「パリ改造」）に解体された。

## 概要
1782年、徴税請負人達は、ルイ16世に対して、首都パリ市民が消費する物品の関税を独占的に徴収するための場所を伴った、新たな壁でパリを取り囲むことを提案した。この提案は承認され、1784年から1791年にかけて徴税請負人の協働によって建設された。しかし、この壁の徴税機能は、市民の不興を買うことになった。
城壁のところどころに設けられた通路は、関税徴収所（barrière）と呼ばれた。ほとんどの関税徴収所が、その設計者で建築家のクロード・ニコラ・ルドゥーによって« propylée » （市門）と名付けられた建物（すなわち入市税関事務所）を備えており、新古典主義または古典主義のスタイルで設計された。

## 遺構
パリ拡張の1860年に壁は解体され、わずかに以下の4つの市門が保存されるに止まった。
- モンソー公園のロタンダ（シャルトルの関税徴収所）
- ラ・ヴィレットのロタンダ（サン＝マルタン関税徴収所。バタイユ＝ド＝スターリングラード広場）
- 王座関税徴収所（ナシオン広場の近く）
- 地獄（アンフェール）関税徴収所（ダンフェール・ロシュロー広場）

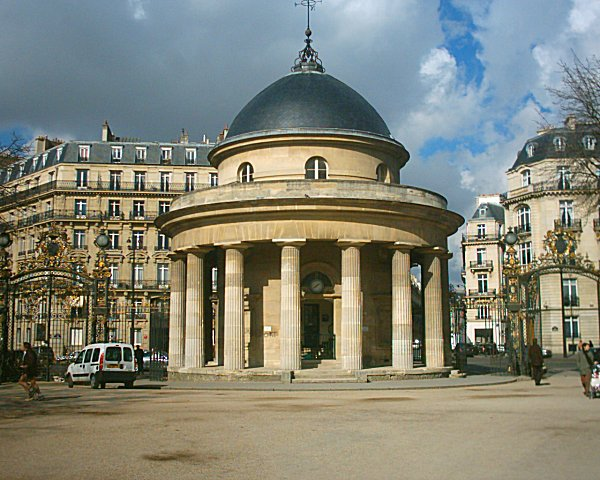
モンソー公園のドーム付きロタンダ（シャルトルの関税徴収所）
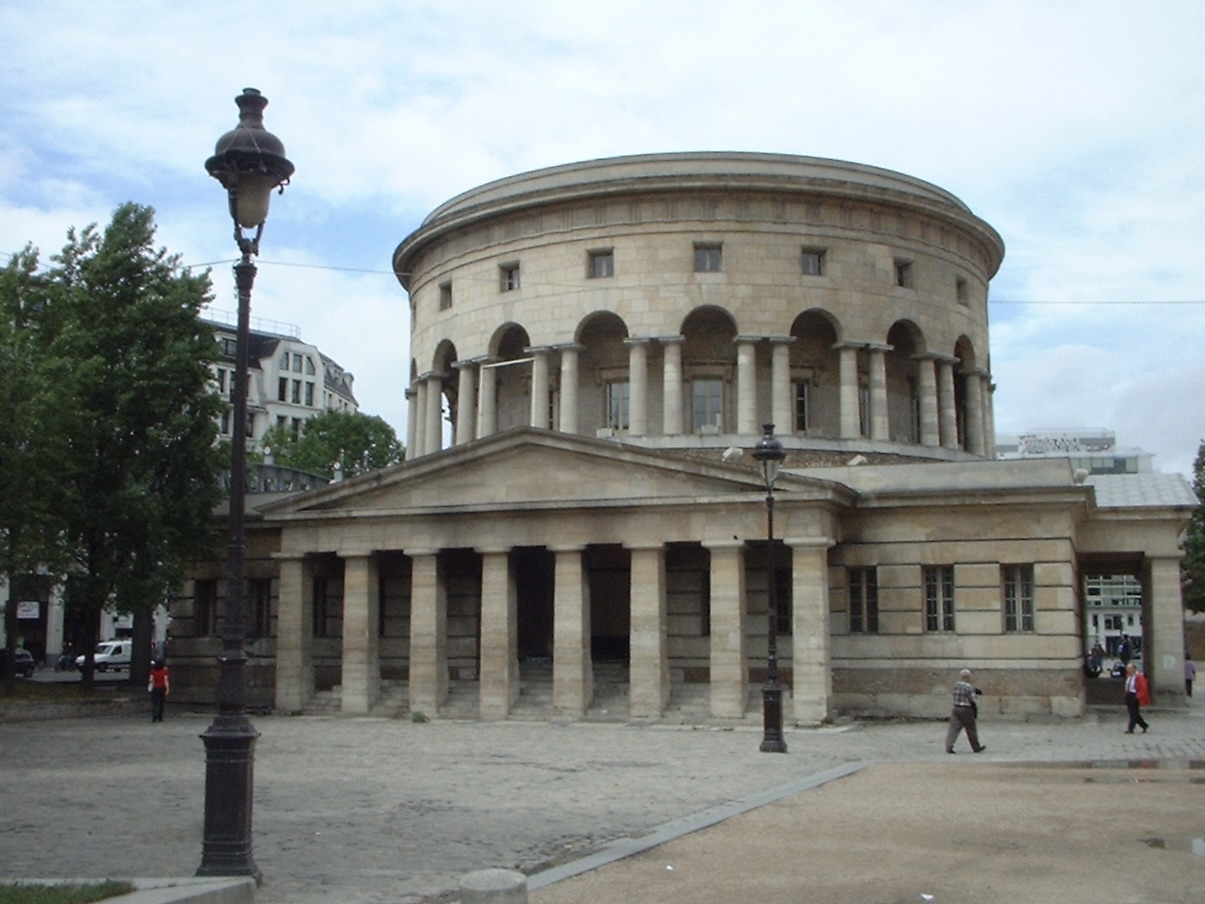
ラ・ヴィレットのロタンダ（サン＝マルタン関税徴収所）
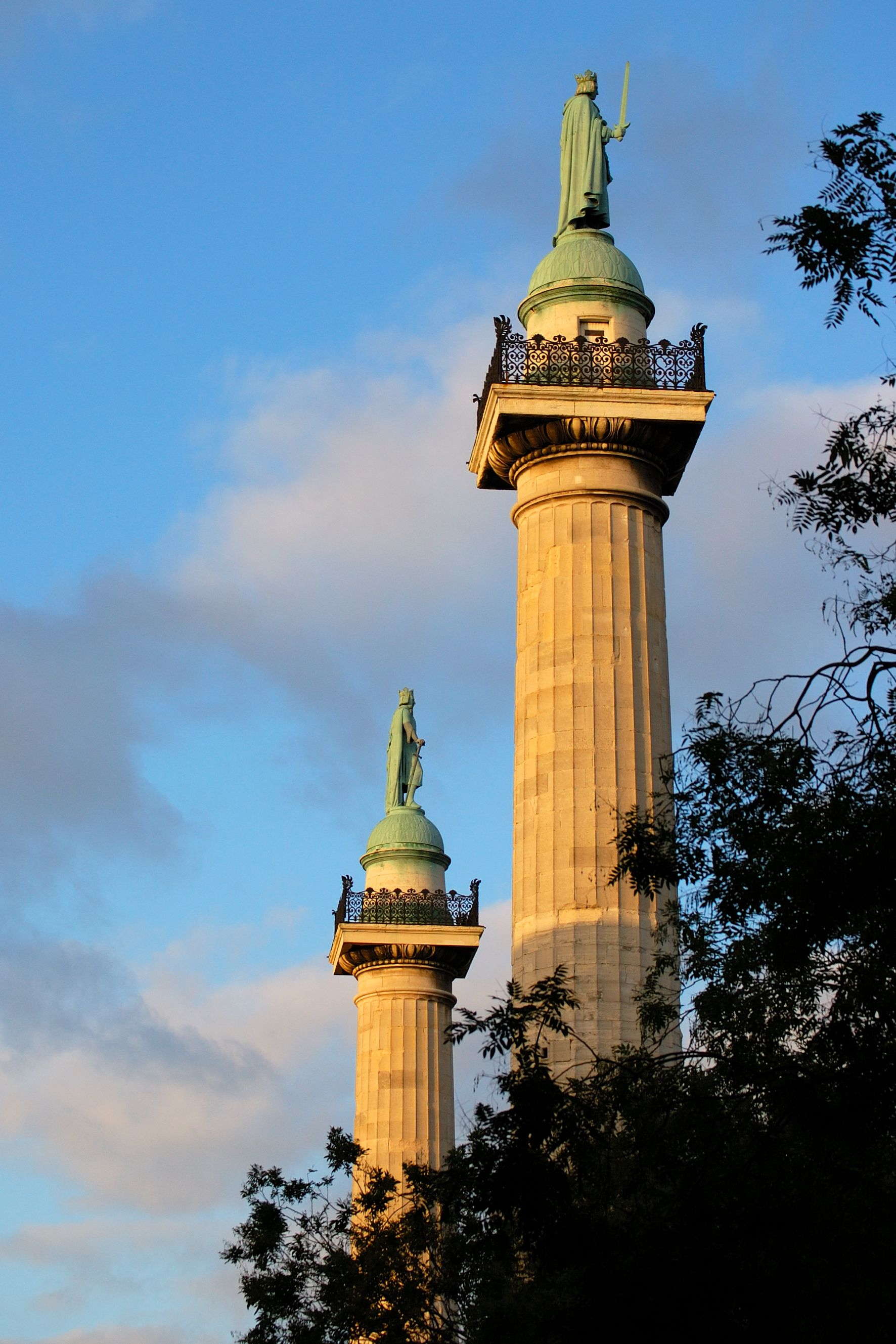
王座の関税徴収所
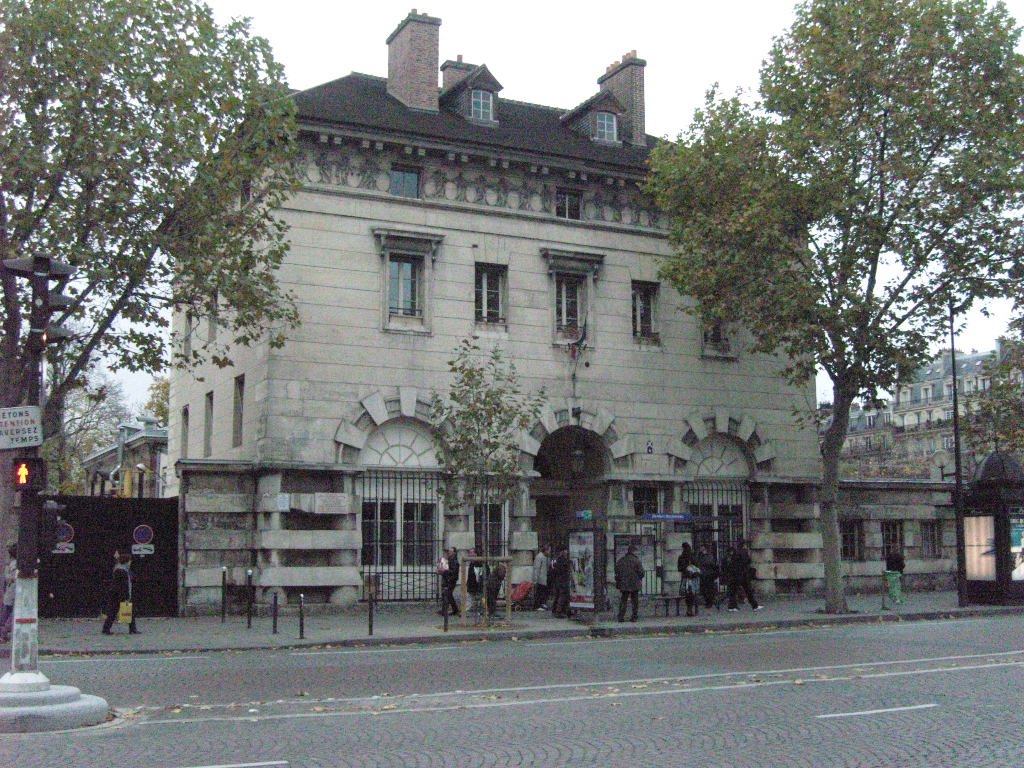
地獄の関税徴収所